# Motomondiale 1996
La stagione 1996 è stata la quarantottesima del motomondiale; il calendario comprese 15 gran premi con la novità assoluta del Gran Premio motociclistico dell'Indonesia. Venne anche effettuata la prima edizione del Gran Premio motociclistico Città di Imola (che prendeva il posto del GP di San Marino), quello che era stato il Gran Premio motociclistico d'Europa divenne invece il Gran Premio motociclistico di Catalogna; ultima novità fu il ritorno del Gran Premio motociclistico d'Austria. Inizialmente era stato previsto anche il GP d'Argentina ma la prova venne annullata ancor prima dell'inizio del campionato.

## Il contesto
La novità regolamentare più importante fu la revisione dei criteri minimi di età per partecipare alle gare del motomondiale: il limite venne portato a 15 anni per la classe 125, 16 anni per la 250 e i passeggeri di sidecar e 18 anni per la classe regina e i piloti degli stessi sidecar.
L'introduzione della nuova prova in Indonesia fece sì che in quest'annata le prime tre prove si svolsero tutte in Asia mentre quello che aveva inaugurato le stagioni precedenti, il Gran Premio motociclistico d'Australia, venne spostato a fine stagione, preceduto solamente dalla trasferta in Brasile. Naturalmente la maggior parte delle prove fu composta dai gran premi disputati in Europa nella parte centrale dell'anno: 10 svoltesi tra aprile e settembre.
Michael Doohan e la sua Honda NSR 500 continuarono a dominare la classe 500 vincendo 8 gare; Max Biaggi vinse il suo terzo titolo mondiale nella classe 250 con l'Aprilia mentre Haruchika Aoki si confermò campione nella classe 125.
Nei sidecar si riconfermarono campioni Darren Dixon e Andy Hetherington, in quella che fu l'ultima stagione dei "tre ruote" nel Motomondiale.
Giunto alla sua seconda stagione di corse, a seguito di numerose polemiche, la Dorna decise, al termine di questa annata, di chiudere i battenti anche al Thunderbike Trophy. L'ultima edizione del trofeo è stata vinta dal francese William Costes su Honda.
Con questi risultati fu la prima volta nella storia del mondiale che proprio tutti i campioni della stagione precedente (con l'eccezione del Thunderbike Trophy) riuscivano a conservare il loro titolo; già negli anni 1959 e 1960 gli iridati delle classi gareggiate in singolo, Carlo Ubbiali e John Surtees ciascuno in due categorie, lo avevano fatto, ma in quell'occasione il titolo dei sidecar andò a piloti diversi.

## Il calendario
| Data Resoconto         | Gran Premio (Circuito)               | Vincitori        | Vincitori      | Vincitori       | Vincitori                      | Vincitori          | Vincitori |
| Data Resoconto         | Gran Premio (Circuito)               | classe 125       | classe 250     | classe 500      | sidecar                        | Thunderbike Trophy |           |
| 31 marzo Resoconto     | GP della Malesia (Shah Alam)         | Stefano Perugini | Max Biaggi     | Luca Cadalora   |                                |                    |           |
| 7 aprile Resoconto     | GP dell'Indonesia (Sentul)           | Masaki Tokudome  | Tetsuya Harada | Michael Doohan  |                                |                    |           |
| 21 aprile Resoconto    | GP del Giappone (Suzuka)             | Masaki Tokudome  | Max Biaggi     | Norifumi Abe    |                                |                    |           |
| 12 maggio Resoconto    | GP di Spagna (Jerez)                 | Haruchika Aoki   | Max Biaggi     | Michael Doohan  |                                | William Costes     |           |
| 26 maggio Resoconto    | GP d'Italia (Mugello)                | Peter Öttl       | Max Biaggi     | Michael Doohan  | Paul Güdel Charly Güdel        | Massimo Meregalli  |           |
| 9 giugno Resoconto     | GP di Francia (Paul Ricard)          | Stefano Perugini | Max Biaggi     | Michael Doohan  |                                | Adrien Morillas    |           |
| 29 giugno Resoconto    | GP d'Olanda (Assen)                  | Emilio Alzamora  | Ralf Waldmann  | Michael Doohan  | Darren Dixon Andy Hetherington | Jeffry de Vries    |           |
| 7 luglio Resoconto     | GP di Germania (Nürburgring)         | Masaki Tokudome  | Ralf Waldmann  | Luca Cadalora   | Darren Dixon Andy Hetherington | Jeffry de Vries    |           |
| 21 luglio Resoconto    | GP di Gran Bretagna (Donington Park) | Stefano Perugini | Max Biaggi     | Michael Doohan  | Darren Dixon Andy Hetherington | William Costes     |           |
| 4 agosto Resoconto     | GP d'Austria (A1-Ring)               | Ivan Goi         | Ralf Waldmann  | Àlex Crivillé   | Paul Güdel Charly Güdel        | Iain MacPherson    |           |
| 18 agosto Resoconto    | GP della Repubblica Ceca (Brno)      | Valentino Rossi  | Max Biaggi     | Àlex Crivillé   | Rolf Biland Kurt Waltisperg    | William Costes     |           |
| 1º settembre Resoconto | GP Città di Imola (Imola)            | Masaki Tokudome  | Ralf Waldmann  | Michael Doohan  |                                |                    |           |
| 15 settembre Resoconto | GP di Catalogna (Catalunya)          | Tomomi Manako    | Max Biaggi     | Carlos Checa    | Rolf Biland Kurt Waltisperg    | Rubén Xaus         |           |
| 6 ottobre Resoconto    | GP del Brasile (Jacarepaguá)         | Haruchika Aoki   | Olivier Jacque | Michael Doohan  |                                |                    |           |
| 20 ottobre Resoconto   | GP d'Australia (Eastern Creek)       | Garry McCoy      | Max Biaggi     | Loris Capirossi |                                |                    |           |

## Sistema di punteggio e legenda
| Pos.  | 1  | 2  | 3  | 4  | 5  | 6  | 7 | 8 | 9 | 10 | 11 | 12 | 13 | 14 | 15 | 16 > |
| ----- | -- | -- | -- | -- | -- | -- | - | - | - | -- | -- | -- | -- | -- | -- | ---- |
| Punti | 25 | 20 | 16 | 13 | 11 | 10 | 9 | 8 | 7 | 6  | 5  | 4  | 3  | 2  | 1  | 0    |

## Le classi

### Classe 500

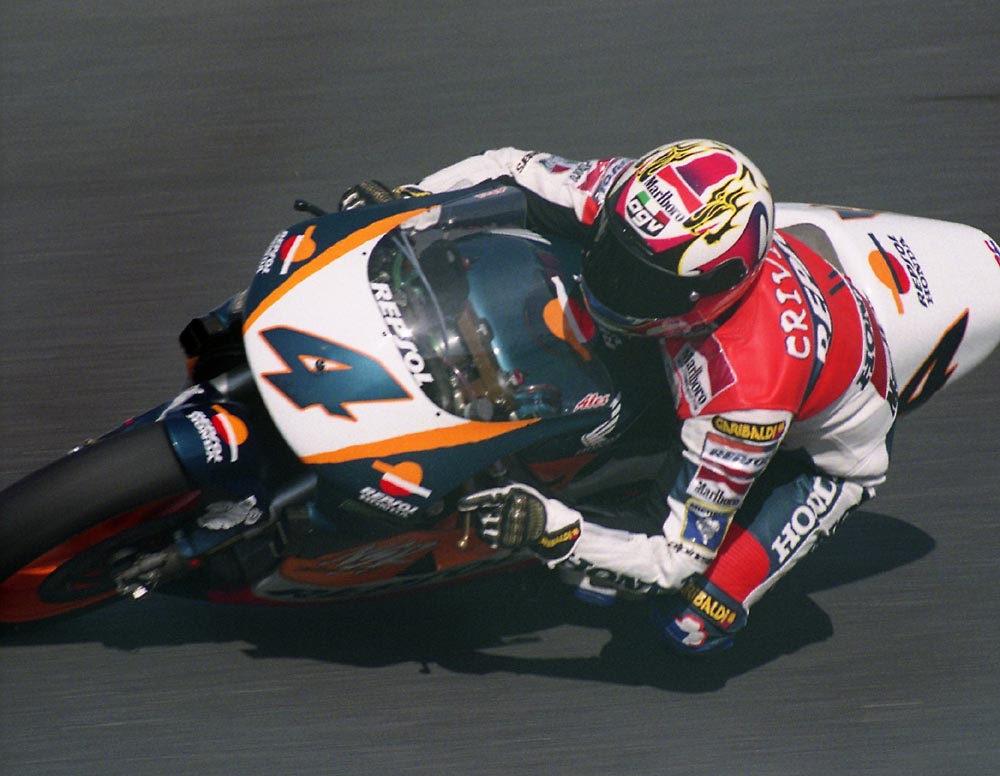
Crivillé al GP del Giappone.

Mick Doohan ottenne il suo terzo titolo consecutivo; il suo compagno di squadra della Repsol Honda, Àlex Crivillé, batte l'australiano in Austria e in Repubblica Ceca. Luca Cadalora con il team Kanemoto Honda vince due gare per il terzo anno consecutivo. La Suzuki schierò Daryl Beattie che fu incapace di correre al meglio a causa dei tanti infortuni. Rientrò in Spagna e corse in due gare ma dopo il gran premio di Francia decise di concludere la sua carriera.
Le prime quattro posizioni in classifica piloti furono tutte occupate da centauri equipaggiati da moto Honda; la casa motociclistica giapponese si aggiudicò pertanto anche il titolo iridato riservato ai costruttori.
La prima gara della stagione, in Malaysia, venne disturbata dal maltempo e si dovette disputare su due manche.
Curioso l'episodio avvenuto in occasione del Gran Premio motociclistico di Spagna: per la troppa esultanza dei suoi tifosi che lo vedevano in testa all'ultimo giro, Àlex Crivillé cade all'ultima curva senza poter tagliare il traguardo e non ottenendo punti iridati.
La stessa sorte del GP di Malesia fu anche quella del GP d'Olanda che dovette essere interrotto e poi ripreso a causa della pioggia.
La prova del Gran Premio motociclistico di Catalogna segna contemporaneamente la prima vittoria nel motomondiale per Carlos Checa e la 100ª per la Honda in classe 500; è anche al termine di questa prova che Michael Doohan è matematicamente campione mondiale con due gare di anticipo.
L'ultima prova dell'anno, il GP d'Australia venne vinto da Loris Capirossi, che ottenne la sua prima vittoria nella classe 500 quando Crivillé si toccò con il suo compagno di squadra della Honda, Doohan. Con questa sua prima vittoria in classe regina si andò ad aggiungere al novero ristretto di piloti che vantavano almeno una vittoria in ognuna delle tre classi del mondiale. In quest'annata si registrò anche la prima vittoria nel motomondiale di Norifumi Abe.
Tra i costruttori vi fu il rientro del team Elf, mentre Honda introdusse la NSR 500 V che fu messa a disposizione dei due piloti giapponesi, Tadayuki Okada e Shin'ichi Itō, del team Repsol Honda.
Classifica piloti (prime 5 posizioni)
| Pos. | Pilota         | Moto   |     |   |     |     |    |   |     |   |   |   |     |   |    |   |     | P.ti |
| ---- | -------------- | ------ | --- | - | --- | --- | -- | - | --- | - | - | - | --- | - | -- | - | --- | ---- |
| 1    | Michael Doohan | Honda  | 5   | 1 | 6   | 1   | 1  | 1 | 1   | 2 | 1 | 2 | 2   | 1 | 2  | 1 | 8   | 309  |
| 2    | Álex Crivillé  | Honda  | Rit | 4 | 2   | Rit | 2  | 2 | 2   | 3 | 2 | 1 | 1   | 2 | 3  | 2 | 6   | 245  |
| 3    | Luca Cadalora  | Honda  | 1   | 6 | Rit | 2   | 3  | 6 | Rit | 1 | 9 | 4 | Rit | 6 | 4  | 6 | 7   | 168  |
| 4    | Alex Barros    | Honda  | 2   | 2 | Rit | 8   | 6  | 7 | 3   | 8 | 7 | 5 | 9   | 8 | 8  | 5 | 4   | 158  |
| 5    | Norifumi Abe   | Yamaha | 8   | 9 | 1   | NC  | 11 | 4 | 6   | 6 | 3 | 3 | 11  | 5 | 10 | 3 | Rit | 148  |
| Pos. | Pilota         | Moto   |     |   |     |     |    |   |     |   |   |   |     |   |    |   |     | P.ti |

| Legenda                                                                        | 1º posto        | 2º posto        | 3º posto | A punti      | Senza punti        | Grassetto=Pole position Corsivo=Giro più veloce |
| Legenda                                                                        | Gara non valida | Non qualificato | Ritirato | Squalificato | "-" Dato non disp. | Grassetto=Pole position Corsivo=Giro più veloce |
| Fonte dei dati: motogp.com, racingmemo.free.fr, autosport.com, jumpingjack.nl. |                 |                 |          |              |                    |                                                 |

Classifica costruttori (prime 3 posizioni)
| Pos | Costruttore |   |   |   |     |   |   |   |   |   |   |   |   |    |   |    | P.ti |
| --- | ----------- | - | - | - | --- | - | - | - | - | - | - | - | - | -- | - | -- | ---- |
| 1   | Honda       | 1 | 1 | 2 | 1   | 1 | 1 | 1 | 1 | 1 | 1 | 1 | 1 | 1  | 1 | 2  | 365  |
| 2   | Yamaha      | 6 | 3 | 1 | 4   | 5 | 4 | 5 | 5 | 3 | 3 | 4 | 4 | 9  | 3 | 1  | 216  |
| 3   | Suzuki      | 4 | 7 | 3 | Rit | 4 | 5 | 4 | 4 | 5 | 6 | 3 | 7 | 11 | 9 | 10 | 152  |
| Pos | Costruttore |   |   |   |     |   |   |   |   |   |   |   |   |    |   |    | P.ti |

### Classe 250

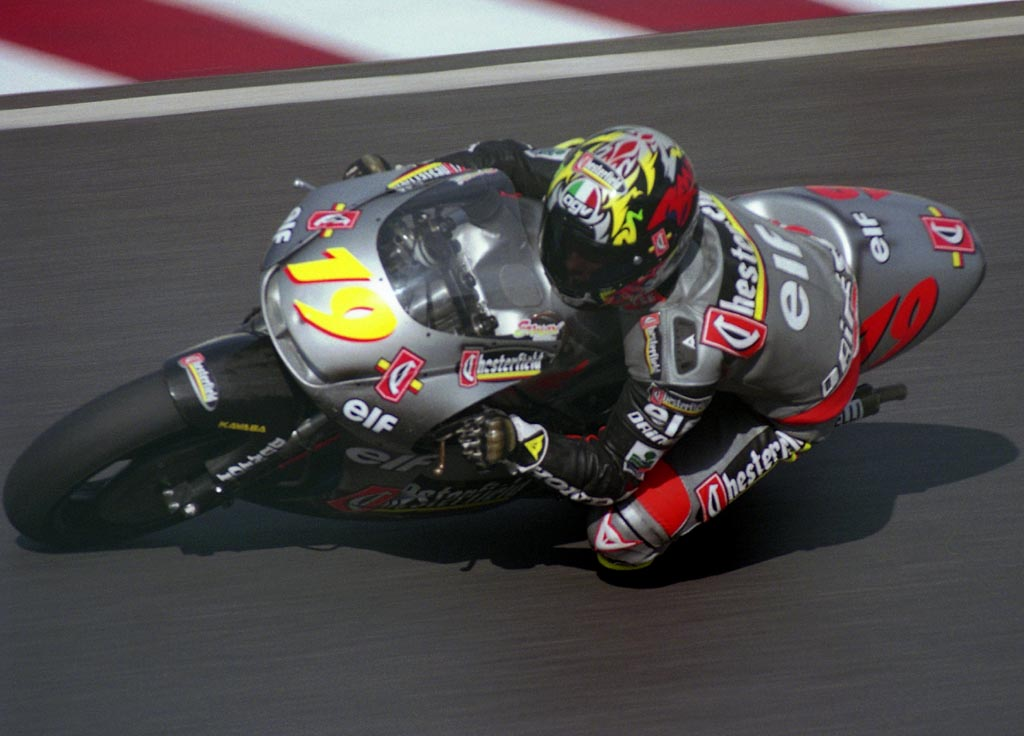
Olivier Jacque al GP del Giappone.

La stagione della quarto di litro fu all'insegna di Max Biaggi che si aggiudicò nove delle prove in programma in sella a una Aprilia; questi risultati non bastarono però alla casa motociclistica di Noale per aggiudicarsi il titolo costruttori, vinto, per un solo punto, dalla giapponese Honda che equipaggiava tutti i piloti dal 2º al 7º posto.
L'altro fabbricante giapponese, la Yamaha, si affidò per buona parte della stagione a Tetsuya Harada, ma lo stesso venne sostituito nelle ultime tre gare dell'anno da Sete Gibernau, venendo così a interrompersi un rapporto che durava già da alcuni anni.
Durante l'anno ottenne la sua prima vittoria nel motomondiale Olivier Jacque, che terminò il campionato in terza posizione, alle spalle anche di Ralf Waldmann. Oltre ai primi tre piloti in classifica solo Harada riuscì a ottenere una vittoria nel singolo gran premio.

Classifica piloti (prime 5 posizioni)
| Pos. | Pilota         | Moto    |     |   |    |   |    |     |     |    |   |     |   |     |   |     |   | P.ti |
| ---- | -------------- | ------- | --- | - | -- | - | -- | --- | --- | -- | - | --- | - | --- | - | --- | - | ---- |
| 1    | Max Biaggi     | Aprilia | 1   | 2 | 1  | 1 | 1  | 1   | 3   | 4  | 1 | Rit | 1 | Rit | 1 | Rit | 1 | 274  |
| 2    | Ralf Waldmann  | Honda   | NP  | 3 | 8  | 3 | 3  | 2   | 1   | 1  | 2 | 1   | 3 | 1   | 3 | 2   | 2 | 268  |
| 3    | Olivier Jacque | Honda   | 4   | 8 | 4  | 7 | 4  | Rit | Rit | 2  | 3 | Rit | 2 | 2   | 2 | 1   | 3 | 193  |
| 4    | Jürgen Fuchs   | Honda   | 7   | 6 | 12 | 4 | 5  | Rit | 2   | 3  | 4 | 3   | 5 | 4   | 5 | 3   | 5 | 174  |
| 5    | Tōru Ukawa     | Honda   | Rit | 7 | 5  | 5 | NP | 4   | Rit | 10 | 5 | 4   | 4 | 3   | 4 | 4   | 4 | 142  |
| Pos. | Pilota         | Moto    |     |   |    |   |    |     |     |    |   |     |   |     |   |     |   | P.ti |

| Legenda                                                                        | 1º posto        | 2º posto        | 3º posto | A punti      | Senza punti        | Grassetto=Pole position Corsivo=Giro più veloce |
| Legenda                                                                        | Gara non valida | Non qualificato | Ritirato | Squalificato | "-" Dato non disp. | Grassetto=Pole position Corsivo=Giro più veloce |
| Fonte dei dati: motogp.com, racingmemo.free.fr, autosport.com, jumpingjack.nl. |                 |                 |          |              |                    |                                                 |

Classifica costruttori (prime 3 posizioni)
| Pos  | Costruttore |   |   |   |   |   |   |    |     |    |    |   |    |     |   |     | P.ti |
| ---- | ----------- | - | - | - | - | - | - | -- | --- | -- | -- | - | -- | --- | - | --- | ---- |
| 1    | Honda       | 3 | 3 | 3 | 3 | 3 | 2 | 1  | 1   | 2  | 1  | 2 | 1  | 2   | 1 | 2   | 305  |
| 2    | Aprilia     | 1 | 2 | 1 | 1 | 1 | 1 | 3  | 4   | 1  | 7  | 1 | 5  | 1   | 6 | 1   | 304  |
| 3    | Yamaha      | 2 | 1 | 7 | 2 | 6 | 3 | 10 | Rit | 19 | 22 | 9 | 23 | Rit | 8 | Rit | 121  |
| Pos. | Costruttore |   |   |   |   |   |   |    |     |    |    |   |    |     |   |     | P.ti |

### Classe 125
Le case motociclistiche giapponesi Honda e Yamaha non si presentarono al via della stagione con team ufficiali, limitandosi a fornire assistenza a vari piloti e team privati. Ciò non impedì però a Haruchika Aoki di vincere un nuovo titolo piloti in sella a una Honda. Alle sue spalle, per formare un podio di soli piloti giapponesi, arrivarono Masaki Tokudome (che fu il pilota maggiormente vittorioso nella stagione con quattro successi) e Tomomi Manako.
In maniera simile a quanto già successo nella classe 250, ad aggiudicarsi il titolo costruttori fu però una casa diversa da quella che equipaggiava il pilota iridato: in questo caso Aprilia sopravanzò le concorrenti.
Le vittorie nei singoli GP furono divise tra diversi piloti: 9 piloti ebbero l'onore di salire sul primo gradino del podio; rimarchevoli le tre vittorie ottenute da Stefano Perugini che giunse però solamente al sesto posto finale e il fatto che al GP della Repubblica Ceca si vide il primo successo nel motomondiale di Valentino Rossi.
Un altro successo degno di nota fu quello ottenuto da Ivan Goi al GP d'Austria: con l'età di 16 anni e 157 giorni rappresentò in quel momento il nuovo record d'età di un vincitore di gran premio.

Classifica piloti (prime 5 posizioni)
| Pos. | Pilota          | Moto    |     |     |     |     |    |     |     |   |     |     |    |     |     |     |     | P.ti |
| ---- | --------------- | ------- | --- | --- | --- | --- | -- | --- | --- | - | --- | --- | -- | --- | --- | --- | --- | ---- |
| 1    | Haruchika Aoki  | Honda   | 2   | 2   | 2   | 1   | 2  | 7   | 3   | 3 | 8   | Rit | 6  | Rit | 5   | 1   | 2   | 220  |
| 2    | Masaki Tokudome | Aprilia | 4   | 1   | 1   | 6   | 14 | Rit | Rit | 1 | 2   | 4   | 13 | 1   | Rit | 3   | 3   | 193  |
| 3    | Tomomi Manako   | Honda   | 7   | 7   | 4   | 8   | 9  | 2   | 5   | 8 | 3   | 8   | 3  | 6   | 1   | Rit | 9   | 167  |
| 4    | Emilio Alzamora | Honda   | 5   | Rit | Rit | 2   | 7  | 3   | 1   | 4 | Rit | Rit | 5  | 2   | 4   | 2   | Rit | 158  |
| 5    | Jorge Martínez  | Aprilia | Rit | 5   | 8   | Rit | 13 | Rit | 9   | 7 | 4   | 6   | 2  | 3   | 8   | 4   | 4   | 131  |
| Pos. | Pilota          | Moto    |     |     |     |     |    |     |     |   |     |     |    |     |     |     |     | P.ti |

| Legenda                                                                        | 1º posto        | 2º posto        | 3º posto | A punti      | Senza punti        | Grassetto=Pole position Corsivo=Giro più veloce |
| Legenda                                                                        | Gara non valida | Non qualificato | Ritirato | Squalificato | "-" Dato non disp. | Grassetto=Pole position Corsivo=Giro più veloce |
| Fonte dei dati: motogp.com, racingmemo.free.fr, autosport.com, jumpingjack.nl. |                 |                 |          |              |                    |                                                 |

Classifica costruttori
| Pos | Costruttore |    |    |    |   |    |   |    |    |   |   |    |   |   |   |   | P.ti |
| --- | ----------- | -- | -- | -- | - | -- | - | -- | -- | - | - | -- | - | - | - | - | ---- |
| 1   | Aprilia     | 1  | 1  | 1  | 4 | 1  | 1 | 7  | 1  | 1 | 3 | 1  | 1 | 2 | 3 | 1 | 324  |
| 2   | Honda       | 2  | 2  | 2  | 1 | 2  | 2 | 1  | 3  | 3 | 1 | 3  | 2 | 1 | 1 | 2 | 313  |
| 3   | Yamaha      | 20 | 20 | 10 | 9 | 16 | 5 | 14 | 18 | 7 | 7 | 12 | 8 | 6 | 8 | 7 | 83   |
| Pos | Costruttore |    |    |    |   |    |   |    |    |   |   |    |   |   |   |   | P.ti |

### Classe sidecar
Fonte:
| 1 | LCR-BRM-Swissauto | 149 |
| 2 | Windle-ADM R4     | 144 |
| 3 | LCR-ADM R4        | 123 |
| 4 | LCR-Stredor       | 25  |
| 5 | LCR-Yamaha        | 12  |
| 6 | LCR-NGK 500       | 6   |

Fu questa l'ultima stagione della storia del motomondiale a vedere al via anche le motocarrozzette: vennero disputati 340 gran premi dal loro esordio avvenuto in occasione del Gran Premio motociclistico di Svizzera 1949 e il pilota maggiormente vittorioso è stato Rolf Biland che con 81 vittorie e 7 titoli iridati ha distanziato tutti i suoi colleghi.

Classifica equipaggi (prime 5 posizioni)
| Pos. | Pilota                         | Moto           |    |    |    |    |   |    |   |   |   |   |   |    |   |    |    | P.ti |
| ---- | ------------------------------ | -------------- | -- | -- | -- | -- | - | -- | - | - | - | - | - | -- | - | -- | -- | ---- |
| 1    | Darren Dixon/Andy Hetherington | Windle-ADM     | NE | NE | NE | NE | 2 | NE | 1 | 1 | 1 | 2 | 4 | NE | 4 | NE | NE | 141  |
| 2    | Rolf Biland/Kurt Waltisperg    | LCR-BRM        | NE | NE | NE | NE | 4 | NE | 6 | 6 | 2 | 3 | 1 | NE | 1 | NE | NE | 119  |
| 3    | Steve Webster /David James     | LCR-ADM        | NE | NE | NE | NE | 3 | NE | 2 | 3 | 3 | 5 | 2 | NE | 5 | NE | NE | 110  |
| 4    | Paul Güdel/Charly Güdel        | LCR-BRM-Swiss. | NE | NE | NE | NE | 1 | NE | 3 | 4 | 6 | 1 | 7 | NE | 6 | NE | NE | 108  |
| 5    | Steve Abbott/Jamie Biggs       | Windle-ADM     | NE | NE | NE | NE | 6 | NE | 5 | 5 | - | 4 | 5 | NE | 3 | NE | NE | 72   |
| Pos. | Pilota                         | Moto           |    |    |    |    |   |    |   |   |   |   |   |    |   |    |    | P.ti |

| Legenda                                                                        | 1º posto        | 2º posto        | 3º posto | A punti      | Senza punti        | Grassetto=Pole position Corsivo=Giro più veloce |
| Legenda                                                                        | Gara non valida | Non qualificato | Ritirato | Squalificato | "-" Dato non disp. | Grassetto=Pole position Corsivo=Giro più veloce |
| Fonte dei dati: motogp.com, racingmemo.free.fr, autosport.com, jumpingjack.nl. |                 |                 |          |              |                    |                                                 |

### Thunderbike Trophy
Fonte: Thunderbike Trophy 1996, su classic.autosport.com (archiviato dall'url originale il 10 febbraio 2019).
La seconda e ultima stagione del Thunderbike Trophy viene vinta da William Costes su Honda, lo stesso pilota francese risulta, con tre vittorie nelle singole gare, il pilota più vincente di questa classe. Secondo in classifica con 120 punti lo svizzero Yves Briguet, che ottiene punti in tutte le nove gare in calendario, ma non riesce a ottenere una vittoria in gara. Terzo in campionato con 104 punti l'olandese Jeffry de Vries, per lui due vittorie in gara, mentre ottengono una vittoria a testa: Massimo Meregalli, Adrien Morillas, Iain MacPherson e Rubén Xaus.
Classifica piloti (prime 5 posizioni)
| Pos. | Pilota           | Moto   |     |   |     |     |     |    |   |     |   | P.ti |
| ---- | ---------------- | ------ | --- | - | --- | --- | --- | -- | - | --- | - | ---- |
| 1    | William Costes   | Honda  | 1   | 2 | Rit | 2   | Rit | 1  | 2 | 1   | 5 | 146  |
| 2    | Yves Briguet     | Honda  | 3   | 3 | 5   | 3   | 3   | 15 | 5 | 4   | 2 | 120  |
| 3    | Jeffry de Vries  | Yamaha | Rit | 9 | 4   | 1   | 1   | NP | 6 | 5   | 4 | 104  |
| 4    | Stéphane Mertens | Honda  | 6   | 5 | Rit | Rit | 2   | 2  | 9 | 2   | 6 | 98   |
| 5    | Iain MacPherson  | Honda  | 16  | 8 | 6   | 9   | 4   | 4  | 1 | Rit | 8 | 84   |
| Pos. | Pilota           | Moto   |     |   |     |     |     |    |   |     |   | P.ti |

| Legenda | 1º posto        | 2º posto            | 3º posto           | A punti      | Senza punti        | Grassetto – Pole position Corsivo – Giro più veloce |
| Legenda | Gara non valida | Non qual./Non part. | Ritirato/Non class | Squalificato | '-' Dato non disp. | Grassetto – Pole position Corsivo – Giro più veloce |